# Oxandra guianensis
Oxandra guianensis är en kirimojaväxtart som beskrevs av Robert Elias Fries. Oxandra guianensis ingår i släktet Oxandra och familjen kirimojaväxter. Inga underarter finns listade i Catalogue of Life.